# Bauprofi
Bauprofi (Eigenschreibweise BauProfi) ist eine österreichische Baumarkt-Vertriebslinie, die vom Vertriebs-Geber der DFH Dienstleistungs- und Vertriebssysteme für den Handel GmbH, kurz DFH GmbH mit Sitz in Kalsdorf bei Graz, serviciert wird. Die rund 55 Baumärkte (Stand Jänner 2024) werden von privaten Einzelhändlern, meist Familienbetrieben, geführt.
Die DFH GmbH koordiniert und steuert die gemeinsamen Werbe- und Marketingaktivitäten, Vertriebsaktivitäten, sowie über eine Einkaufsgemeinschaft Preis- und Logistikvorteile für die Partner.
Die einzelnen Märkte weisen diverse Flächen auf und positionieren sich als Nahversorger mit klein- und mittelständischen Betrieben.

## Geschichte
Die BauProfi-Vertriebslinie entstand 1985 unter dem Dach der österreichischen Stadlbauer-Gruppe. 2004 wurde die DFH GmbH gegründet und die Vertriebslinie BauProfi eingebracht.

## Vertriebslinien
Neben BauProfi gibt es weitere Vertriebslinien der DFH-Gruppe. CityBaumarkt setzt auf ein kompakteres, innerstädtisches Baumarkt-Konzept. Ein erster Standort damit ist in Wien umgesetzt. Neu seit 2004 ist die Vertriebslinie RegioBaumarkt, ein DIY-Nahversorger mit einer Fläche zwischen 250 und 1.200 m². Sämtliche Vertriebslinien legen den Schwerpunkt auf regionale, standortgerechte Nahversorgung.